# Duomo (stacja metra w Neapolu)
Duomo – stacja metra w Neapolu, na Linii 1 (żółtej). 
Znajduje się na Piazza Nicola Amore i obsługuje dzielnicę Pendino.
Stacja została otwarta 6 sierpnia 2021.
Prace rozpoczęły się 14 listopada 2001 roku, a stacja została otwarta 6 sierpnia 2021 roku.